# Équipe de Suède de hockey sur glace
Cet article traite de l'équipe masculine. Pour l'équipe féminine, voir Équipe de Suède féminine de hockey sur glace.
L'équipe de Suède de hockey sur glace  représente la sélection nationale de Suède regroupant les meilleurs joueurs de hockey sur glace lors des compétitions internationales. Elle est communément appelée Tre kronor (Trois couronnes en français) et fait partie des nations occupant les premières places du classement international de l'IIHF.
L'équipe est classée 7e au classement IIHF en 2021 et évolue sous la tutelle de la Fédération de Suède de hockey sur glace aussi appelé en suédois Svenska Ishockeyförbundet.

## Effectif
| No    | Nom                  | Position       | Club                            |
| ----- | -------------------- | -------------- | ------------------------------- |
| +004, | Rasmus Andersson - C | Défenseur      | Flames de Calgary               |
| +006, | Adam Larsson         | Défenseur      | Kraken de Seattle               |
| +008, | Jonas Brodin         | Défenseur      | Wild du Minnesota               |
| +009, | Filip Forsberg       | Attaquant      | Predators de Nashville          |
| +010, | Alexander Wennberg   | Attaquant      | Sharks de San José              |
| +011, | Mikael Backlund - A  | Attaquant      | Flames de Calgary               |
| +012, | Max Friberg          | Attaquant      | Frölunda HC                     |
| +023, | Lucas Raymond        | Attaquant      | Red Wings de Détroit            |
| +025, | Jacob Markström      | Gardien de but | Devils du New Jersey            |
| +026, | Anton Bengtsson      | Attaquant      | Rögle BK                        |
| +028, | Elias Lindholm       | Attaquant      | Bruins de Boston                |
| +029, | Marcus Pettersson    | Défenseur      | Canucks de Vancouver            |
| +033, | Samuel Ersson        | Gardien de but | Flyers de Philadelphie          |
| +037, | Isac Lundeström      | Attaquant      | Ducks d'Anaheim                 |
| +038, | Rasmus Sandin        | Défenseur      | Capitals de Washington          |
| +040, | Arvid Söderblom      | Gardien de but | Blackhawks de Chicago           |
| +051, | Emil Heineman        | Attaquant      | Canadiens de Montréal           |
| +056, | Erik Gustafsson      | Défenseur      | Red Wings de Détroit            |
| +071, | William Karlsson     | Attaquant      | Golden Knights de Vegas         |
| +077, | Simon Edvinsson      | Défenseur      | Red Wings de Détroit            |
| +082, | Jesper Frödén        | Attaquant      | Zürcher Schlittschuh Club Lions |
| +088, | William Nylander     | Attaquant      | Maple Leafs de Toronto          |
| +090, | Marcus Johansson     | Attaquant      | Wild du Minnesota               |
| +091, | Leo Carlsson         | Attaquant      | Ducks d'Anaheim                 |
| +093, | Mika Zibanejad - A   | Attaquant      | Rangers de New York             |

## Résultats

### Jeux olympiques
Au total, la Suède a remporté quatre médailles olympiques de bronze, trois d'argent et deux d'or.
- 1920 - 4e place
- 1924 - 4e place
- 1928 -
- 1932 - Ne participe pas
- 1936 - 5e place
- 1948 - 4e place
- 1952 -
- 1956 - 4e place
- 1960 - 5e place
- 1964 -
- 1968 - 4e place
- 1972 - 4e place
- 1976 - Ne participe pas
- 1980 -
- 1984 -
- 1988 -
- 1992 - 5e place
- 1994 -
- 1998 - 5e place
- 2002 - 5e place
- 2006 -
- 2010 - 5e place
- 2014 -
- 2018 - 5e place
- 2022 - 4e place

### Championnats d'Europe
La première participation de l'équipe de Suède a eu lieu en 1921. Certaines années, le classement du championnat d'Europe est déterminé par un tournoi (Jeux olympiques ou Championnats du monde).
- 1921 -
- 1922 -
- 1923 -
- 1924 -
- 1925-1927 - Ne participe pas
- 1928 -  (classement JO)
- 1929-1930 - Ne participe pas
- 1931 - 4e place
- 1932 -
- 1933 à 1991 : selon classement des Championnats du monde.

### Championnats du monde
Les Jeux olympiques d'hiver tenus entre 1920 et 1968 comptent également comme les championnats du monde . Durant les Jeux Olympiques de 1980, 1984 et 1988 il n'y a pas eu de compétition du tout.
- 1920 - 4e place (Classement JO)
- 1924 - 4e place (Classement JO)
- 1928 - 2e place (Classement JO)
- 1930 -  Ne participe pas
- 1931 - 6e place
- 1932-1934 -  Ne participe pas
- 1935 - 5e place
- 1936 - 6e place (Classement JO)
- 1937 - 10e place
- 1938 - 5e place
- 1939 -  Ne participe pas
- 1940-1945 - Seconde guerre mondiale
- 1947 -
- 1948 - 5e place (Classement JO)
- 1949 - 4e place
- 1950 - 5e place
- 1951 -
- 1952 -
- 1953 -
- 1954 -
- 1955 - 5e place
- 1956 - 4e place
- 1957 -
- 1958 -
- 1959 - 5e place
- 1960 - 5e place (Classement JO)
- 1961 - 4e place
- 1962 -
- 1963 -
- 1964 - 2e place (Classement JO)
- 1965 -
- 1966 - 4e place
- 1967 -
- 1968 - 4e place (Classement JO)
- 1969 -
- 1970 -
- 1971 -
- 1972 -
- 1973 -
- 1974 -
- 1975 -
- 1976 -
- 1977 -
- 1978 - 4e place
- 1979 -
- 1981 -
- 1982 - 4e place
- 1983 - 4e place
- 1985 - 5e place
- 1986 -
- 1987 -
- 1989 - 4e place
- 1990 -
- 1991 -
- 1992 -
- 1993 -
- 1994 -
- 1995 -
- 1996 - 6e place
- 1997 -
- 1998 -
- 1999 -
- 2000 - 7e place
- 2001 -
- 2002 -
- 2003 -
- 2004 -
- 2005 - 4e place
- 2006 -
- 2007 - 4e place
- 2008 - 4e place
- 2009 -
- 2010 -
- 2011 -
- 2012 - 6e place
- 2013 -
- 2014 -
- 2015 - 5e place
- 2016 - 6e place
- 2017 -
- 2018 -
- 2019 - 5e place
- 2020 - Annulé en raison du coronavirus

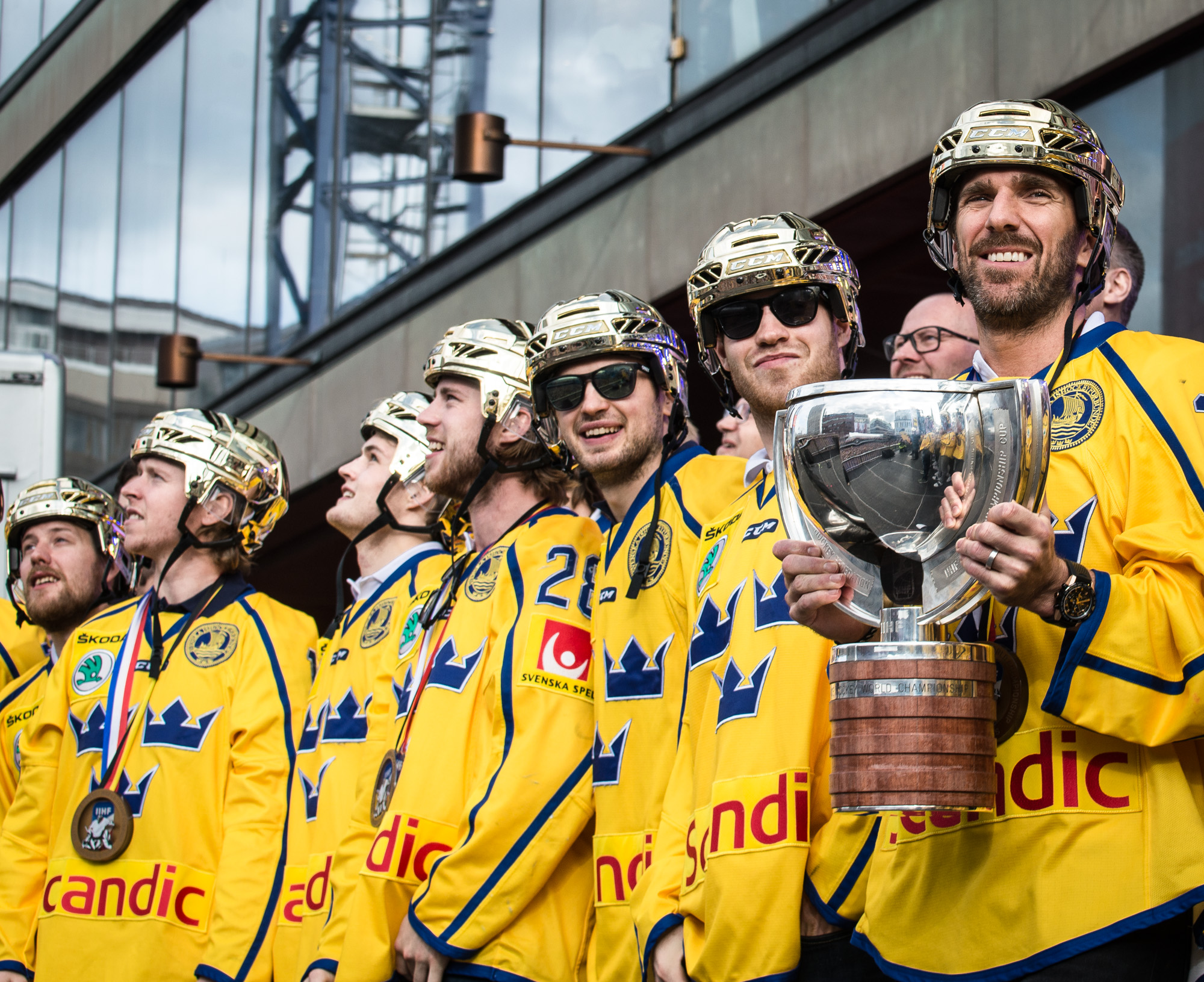
L'équipe 2017 après sa victoire au championnat du monde

- 2021 - 9e place
- 2022 - 6e place
- 2023 - 6e place
- 2024 -
- 2025 -

### Coupe Canada
- 1976 - 5e place
- 1981 - 5e place
- 1984 - 2e place
- 1987 - 3e place
- 1991 - 4e place

### Coupe du monde
La Coupe du monde remplace la Coupe Canada à partir de 1996.
- 1996 - éliminée en demi-finale
- 2004 - éliminée en quart de finale
- 2016 - éliminée en demi-finale

### Coupe des nations
La Suède participe à quelques éditions avant les années 2000.
- 1990 -
- 1991 -
- 1992 -  Ne participe pas
- 1993 - 7e place
- 1994-1995 -  Ne participe pas
- 1996 - 5e place
- 1997-2017 -  Ne participe pas

## Classement mondial
| Année     | Rang | Points | Progression |
| --------- | ---- | ------ | ----------- |
| 2003      | 2    | 3 610  |             |
| 2004      | 2    | 3 400  | ±0          |
| 2005      | 2    | 3 095  | ±0          |
| Mai 2006  | 1    | 4 095  | +1          |
| 2007      | 1    | 3 740  | ±0          |
| 2008      | 3    | 3 400  | -2          |
| 2009      | 3    | 3 095  | ±0          |
| Fév. 2010 | 4    | 3 845  | -1          |
| Mai 2010  | 3    | 3 845  | +1          |
| 2011      | 3    | 3 630  | ±0          |
| 2012      | 4    | 3 280  | -1          |

| Année     | Rang | Points | Progression |
| --------- | ---- | ------ | ----------- |
| 2013      | 1    | 3 105  | +3          |
| Fév. 2014 | 1    | 4 000  | ±0          |
| Mai 2014  | 1    | 3 990  | ±0          |
| 2015      | 3    | 3 630  | -2          |
| 2016      | 5    | 3 275  | -2          |
| 2017      | 3    | 3 080  | +2          |
| Fev. 2018 | 3    | 3 850  | ±0          |
| Mai 2018  | 2    | 3 945  | +1          |
| 2019      | 4    | 3 615  | -2          |
| 2020      | 4    | 3 325  | ±0          |
| 2021      | 7    | 2 880  | -3          |

Note :  Promue ;  Reléguée

## Équipe junior moins de 20 ans

### Championnats d'Europe junior
- 1968 -
- 1969 -
- 1970 -
- 1971 -
- 1972 -
- 1973 -
- 1974 -
- 1975 -
- 1976 -
- 1977 -
- 1978 -
- 1979 - 4e place
- 1980 -
- 1981 -
- 1982 -
- 1983 - 4e place
- 1984 -
- 1985 -
- 1986 -
- 1987 -
- 1988 - 4e place
- 1989 - 4e place
- 1990 -
- 1991 - 4e place
- 1992 -
- 1993 -
- 1994 -
- 1995 -
- 1996 -
- 1997 -
- 1998 -

### Championnats du monde junior
La Suède participe dès la première édition officielle en 1977.
- 1977 - 5e place
- 1978 -
- 1979 -
- 1980 -
- 1981 -
- 1982 - 5e place
- 1983 - 4e place
- 1984 - 5e place
- 1985 - 5e place
- 1986 - 5e place
- 1987 -
- 1988 - 5e place
- 1989 -
- 1990 - 5e place
- 1991 - 6e place
- 1992 -
- 1993 -
- 1994 -
- 1995 -
- 1996 -
- 1997 - 8e place
- 1998 - 6e place
- 1999 - 4e place
- 2000 - 5e place
- 2001 - 4e place
- 2002 - 6e place
- 2003 - 8e place
- 2004 - 7e place
- 2005 - 6e place
- 2006 - 5e place
- 2007 - 4e place
- 2008 -
- 2009 -
- 2010 -
- 2011 - 4e place
- 2012 -
- 2013 -
- 2014 -
- 2015 - 4e place
- 2016 - 4e place
- 2017 - 4e place
- 2018 -
- 2019 - 5e place
- 2020 -
- 2021 - 5e place
- 2022 -
- 2023 - 4e place
- 2024 -
- 2025 - 4e place

## Équipe des moins de 18 ans

### Championnats du monde moins de 18 ans
L'équipe des moins de 18 ans participe dès la première édition, en groupe élite.
- 1999 -
- 2000 -
- 2001 - 7e place
- 2002 - 9e place
- 2003 - 5e place
- 2004 - 5e place
- 2005 -
- 2006 - 6e place
- 2007 -
- 2008 - 4e place
- 2009 - 5e place
- 2010 -
- 2011 -
- 2012 -
- 2013 - 5e place
- 2014 - 4e place
- 2015 - 8e place
- 2016 -
- 2017 - 4e place
- 2018 -
- 2019 -
- 2020 - Annulé en raison du coronavirus
- 2021 -
- 2022 -
- 2023 -
- 2024 -
- 2025 -